# Anisolepis undulatus
Anisolepis undulatus е вид влечуго от семейство Leiosauridae. Видът е уязвим и сериозно застрашен от изчезване.

## Разпространение и местообитание
Разпространен е в Аржентина, Бразилия и Уругвай.
Обитава райони с умерен климат и гористи местности.